# Luboš Kohoutek
Luboš Kohoutek   (Zábřeh, 29 de gener de 1935 - Bergedorf, 30 de desembre de 2023) va ser un astrònom txec famós per ser el descobridor del cometa que porta el seu nom als anys 1970.

## Biografia
Kohoutek va estar interessat en l'astronomia des de període escolar. Va estudiar física i astronomia a la Universitat Masaryk de Brno i la Universitat Carolina a Praga, graduant-se en 1958.
Va començar a treballar en l'Institut Astronòmic de l'Acadèmia Txecoslovaca de Ciències, on va publicar el catàleg de Nebuloses Galàctiques Planetàries (en anglès Catalogue of Galactic Planetary Nebulae) en 1967. Kohoutek obté a llarg termini l'ús de l'Observatori d'Hamburg-Bergedorf. Després de l'ocupació soviètica de Txecoslovàquia en (1968) va decidir quedar-se a Alemanya. Els seus descobriments en els anys 70 el van fer conegut en mitjans de comunicació. En anys posteriors Kohoutek va treballar en observatoris a Espanya i Xile. Es va retirar oficialment en 2001. Ha publicat 162 treballs científics.

## Descobriments astronòmics
| Asteroides descoberts: 75 | Asteroides descoberts: 75 |
| ------------------------- | ------------------------- |
| (1834) Palach             | 22 d'agost de 1969        |
| (1840) Hus                | 26 d'octubre de 1971      |
| (1841) Masaryk            | 26 d'octubre de 1971      |
| (1842) Hynek              | 14 de gener de 1972       |
| (1843) Jarmila            | 14 de gener de 1972       |
| (1861) Komenský           | 24 de novembre de 1970    |
| (1865) Cerberus           | 26 d'octubre de 1971      |
| (1875) Neruda             | 22 d'agost de 1969        |
| (1894) Haffner            | 26 d'octubre de 1971      |
| (1895) Larink             | 26 d'octubre de 1971      |
| (1896) Beer               | 26 d'octubre de 1971      |
| (1897) Hind               | 26 d'octubre de 1971      |
| (1898) Cowell             | 26 d'octubre de 1971      |
| (1899) Crommelin          | 26 d'octubre de 1971      |
| (1901) Moravia            | 14 de gener de 1972       |
| (1931) Čapek              | 22 d'agost de 1969        |
| (1932) Jansky             | 26 d'octubre de 1971      |
| (1933) Tinchen            | 14 de gener de 1972       |
| (1942) Jablunka           | 30 de setembre de 1972    |
| (1963) Bezovec            | 9 de febrer de 1975       |
| (1995) Hajek              | 26 d'octubre de 1971      |
| (1999) Hirayama           | 27 de febrer de 1973      |
| (2047) Smetana            | 26 d'octubre de 1971      |
| (2055) Dvořák             | 19 de febrer de 1974      |
| (2073) Janáček            | 19 de febrer de 1974      |
| (2281) Biela              | 26 d'octubre de 1971      |
| (2375) Radek              | 8 de gener de 1975        |
| (2407) Haug               | 27 de febrer de 1973      |
| (2418) Voskovec-Werich    | 26 d'octubre de 1971      |
| (2472) Bradman            | 27 de febrer de 1973      |
| (2541) Edebono            | 27 de febrer de 1973      |
| (2667) Oikawa             | 30 d'octubre de 1967      |
| (2767) Takenouchi         | 30 d'octubre de 1967      |
| (2838) Takase             | 26 d'octubre de 1971      |
| (2900) Luboš Perek        | 14 de gener de 1972       |
| (2901) Bagehot            | 27 de febrer de 1973      |
| (3081) Martinůboh         | 26 d'octubre de 1971      |
| (3109) Machin             | 19 de febrer de 1974      |
| (3303) Merta              | 30 d'octubre de 1967      |
| (3336) Grygar             | 26 d'octubre de 1971      |
| (3337) Miloš              | 26 d'octubre de 1971      |
| (3407) Jimmysimms         | 28 de febrer de 1973      |
| (3475) Fichte             | 4 d'octubre de 1972       |
| (3514) Hooke              | 26 d'octubre de 1971      |
| (3627) Sayers             | 28 de febrer de 1973      |
| (3635) Kreutz             | 21 de novembre de 1981    |
| (3769) 1967 UV*           | 30 d'octubre de 1967      |
| (3825) Nürnberg           | 30 d'octubre de 1967      |
| (4137) 1970 WC            | 24 de novembre de 1970    |
| (4425) 1967 UQ            | 30 d'octubre de 1967      |
| (5268) 1971 US1           | 26 d'octubre de 1971      |
| (6215) 1973 EK            | 7 de març de 1973         |
| (6431) 1967 UT            | 30 d'octubre de 1967      |
| (6680) 1970 WD            | 24 de novembre de 1970    |
| (7044) 1971 UK            | 26 d'octubre de 1971      |
| (7806) 1971 UM            | 26 d'octubre de 1971      |
| (8606) 1971 UG            | 26 d'octubre de 1971      |
| (8607) 1971 UT            | 26 d'octubre de 1971      |
| (8779) 1971 UH1           | 26 d'octubre de 1971      |
| (9513) 1971 UN            | 26 d'octubre de 1971      |
| (10003) 1971 UD1          | 26 d'octubre de 1971      |
| (10260) 1972 TC           | 4 d'octubre de 1972       |
| (10987) 1967 US           | 30 d'octubre de 1967      |
| (11250) 1972 AU           | 14 de gener de 1972       |
| (11436) 1969 QR           | 22 d'agost de 1969        |
| (11783) 1971 UN1          | 26 d'octubre de 1971      |
| (11784) 1971 UT1          | 26 d'octubre de 1971      |
| (14311) 1971 UK1          | 26 d'octubre de 1971      |
| (16351) 1971 US           | 26 d'octubre de 1971      |
| (20960) 1971 UR           | 26 d'octubre de 1971      |
| (24600) 1971 UQ           | 26 d'octubre de 1971      |
| (24601) 1971 UW           | 26 d'octubre de 1971      |
| (29076) 1972 TR8          | 4 d'octubre de 1972       |
| (37527) 1971 UJ1          | 26 d'octubre de 1971      |
| (58094) 1972 AP           | 14 de gener de 1972       |

Kohoutek és famós pel descobriment de diversos estels, inclosos 75P/Kohoutek i 76P/West-Kohoutek-Ikemura, i el ben conegut Cometa Kohoutek (C/1973 I1).
També ha descobert nombrosos asteroides, inclòs l'asteroide Apol·lo (1865) Cerberus.

## Epònim
L'asteroide (1850) Kohoutek va ser anomenat en el seu honor.